# Blakea
Blakea es un género con 148 especies de plantas con flores pertenecientes a la familia Melastomataceae. Es originario del centro y sur de América.

## Taxonomía
El género fue descrito por Patrick Browne y publicado en The Civil and Natural History of Jamaica in Three Parts 323, en el año 1756. (10 Mar 1756) La especie tipo es Blakea trinervia L., publicado en Systema Naturae, Editio Decima 1044, en el año 1759.

## Especies seleccionadas
- Blakea acostae, Wurdack
- Blakea attenboroughii, Penneys & L.Jost
- Blakea brunnea, Gleason
- Blakea campii, Wurdack
- Blakea eriocalyx, Wurdack
- Blakea formicaria, Wurdack
- Blakea glandulosa, Gleason
- Blakea granatensis, Naudin
- Blakea harlingii, Wurdack
- Blakea hispida, Markgr.
- Blakea incompta, Markgr.
- Blakea involvens, Markgr.
- Blakea jativae, Wurdack
- Blakea languinosa, Wurdack
- Blakea madisonii, Wurdack
- Blakea oldemanii, Wurdack
- Blakea pichinchensis, Wurdack
- Blakea rotundifolia, D.Don
- Blakea subvaginata, Wurdack